# Jaak Ballings
Jaak Ballings (Gorinchem, 1881 - Jette, 1941) was een Vlaams schrijver van toneelstukken. Hij stamde uit een Hamontse teutenfamilie.
Hoewel in Nederland geboren, was hij de zoon van een Limburgse vader en een Waalse moeder. Reeds als tiener begon hij te schrijven en dit bleef hij zijn hele leven doen. Jaak werd onderwijzer te Vollezele maar kreeg een conflict met kasteelheer De Steenhault de Waerbeck, waarop hij naar Brussel vertrok om daar ambtenaar te worden. Ondertussen schreef hij verder, en zijn oeuvre omvat 150 toneelwerken. Deze zijn vaak fantasierijk en humoristisch van toon.
Zijn werken zijn te bekijken en in te lezen in de bibliotheek van Galmaarden. 